# Esther Tusquets

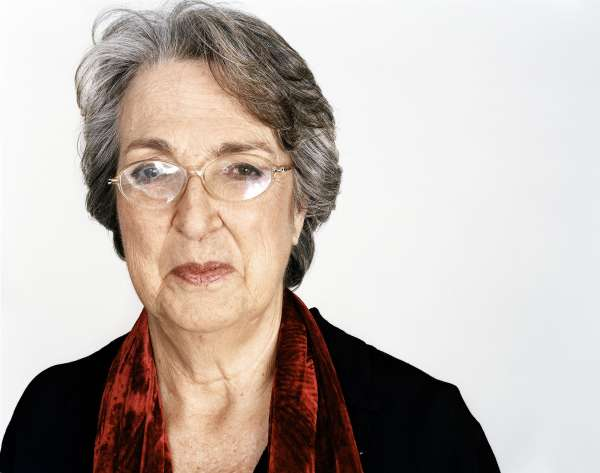
Esther Tusquets, 2010

Esther Tusquets (* 30. August 1936 in Barcelona; † 23. Juli 2012 ebenda) war eine spanische Autorin.
Sie wuchs in einem bürgerlichen Umfeld in Barcelona auf. Nach dem Studium von Philosophie, Geschichte und Literatur in Barcelona und Madrid übernahm sie mit 24 Jahren die Leitung des Lumen-Verlags von ihrem Vater. Nach anfänglichen Schwierigkeiten brachte Umberto Ecos Roman Der Name der Rose den Durchbruch. Bei Lumen erschienen vor allem moderne Klassiker wie Rainer Maria Rilke, Walt Whitman, Emily Dickinson, Joyce Carol Oates und A. L. Kennedy. Nach dem Tod des Vaters verkaufte Esther Tusquets Lumen an den Bertelsmann-Konzern. Bis zum Jahr 2000 bestimmte sie weiterhin das literarische Programm des Verlags. Ihre Tochter Milena wurde ihre Nachfolgerin bei Lumen.
1978 veröffentlichte Tusquets in ihrem eigenen Verlag ihren Debütroman Aller Sommer Meer. Die Geschichte einer erotischen Liebe zwischen zwei Frauen sorgte im konservativ und katholisch geprägten Spanien für einen Skandal. Es folgten zahlreiche Romane, Essays und Kinderbücher, von denen vier auch in deutscher Übersetzung erschienen. Ihre letzten Bücher Confesiones de una editora poco mentirosa (2005), Habíamos ganado la guerra (2007), Confesiones de una vieja dama indigna (2009) und Tiempos que fueron (2012, zusammen mit Óscar Tusquets) sind autobiographisch.
Ihr Bruder Óscar Tusquets und seine Frau Beatriz de Moura sind Geschäftsführer des Verlags Tusquets Editores.

## Veröffentlichungen
- Die Liebe ein einsames Spiel (Im Original: El amor es un juego solitario; aus dem Spanischen von Monika López.) Rowohlt, Reinbek bei Hamburg 1984 ISBN 3-499-14989-3.
- Aller Sommer Meer. (Im Original: El mismo mar de todos veranos; aus dem Spanischen von Monika López.) Wagenbach, Berlin 2002. ISBN 3-8031-2436-0.
- Abschied von Don Juan. (Im Original: Correspondencia privada; aus dem Spanischen von Angelica Ammar.) Suhrkamp, Frankfurt a. M.  2003. ISBN 3-518-45520-6.
- Sieben Mädchenblicke auf dieselbe Landschaft. Erzählungen. (Im Original: Siete miradas en un mismo paisaje; aus dem Spanischen von Susanne Detering.) Erata Literaturverlag, Leipzig 2008. ISBN 978-3-86660-055-3.